# Thufir Hawat
Thufir Hawat est un personnage de fiction issu du cycle de Dune de l'écrivain Frank Herbert.

## Biographie du personnage

### DansDune
Dans la première partie du roman Dune (Dune, tome 1), Thufir Hawat est depuis déjà trois générations au service de la Maison Atréides sur la planète Caladan. Hawat est un mentat (un « ordinateur humain ») qui exerce la fonction de conseiller du duc Leto Atréides, mais qui est aussi son « Maître des assassins », chargé de l'espionnage et des plans envers les Maisons ennemies.
Intelligent et calculateur, Hawat est toujours en train d’analyser les données qu'il récolte de la part de ses nombreux espions, afin de préparer des plans pour contrer notamment la maison rivale des Atréides, les Harkonnen, leurs ennemis jurés.
Loyal et fidèle à la Maison Atréides et à son duc, Hawat craint néanmoins dame Jessica, la concubine officielle de Leto et mère de Paul, du fait du mystère qui entoure ses origines Bene Gesserit.
Lorsque Leto se voit forcé de quitter le fief de Caladan avec sa maisonnée pour prendre, sur ordre de l’empereur Padishah Shaddam IV, le contrôle d'Arrakis (auparavant dirigé par les Harkonnen), Hawat suit son duc mais se méfie de ce piège tendu par l'empereur, redoutant une traîtrise. Sur Arrakis, le duc lui confie la mission de s'informer sur le peuple Fremen, les libres habitants du désert de Dune (le nom qu'ils donnent à Arrakis) et de trouver un moyen de les rallier à lui afin de les former comme soldats contre ses ennemis.
Lors de l'attaque surprise d'Arrakis par les forces de la Maison Harkonnen, aidés en sous-main des Sardaukar de l’empereur, Hawat est persuadé que c’est dame Jessica qui a trahi, permettant aux Harkonnen de l’emporter et de détruire son duc ; il jure de se venger. Il parvient à s'enfuir dans le désert avec quelques hommes, mais est retrouvé par les Sardaukar et neutralisé alors qu'il parlementait avec des Fremen, demandant leur aide.
Dans la deuxième partie de Dune, Hawat, capturé par les Harkonnens, remplace Piter de Vries, le mentat-assassin défunt du baron Vladimir Harkonnen. Le baron, pour tenir Hawat sous sa domination et s’assurer de sa coopération, l'a empoisonné avec un « poison résiduel » (œuvre de Piter de Vries), une substance qui ne tue que si l'on cesse de donner l'antidote à la victime. Forcé de lui obéir, Hawat n'est cependant pas dupe, qualifiant de baron de « porc aussi énorme que dangereux » et intrigue en secret contre lui tout en le servant, espérant un jour avoir une occasion de venger son duc.
À la fin de la bataille d’Arrakeen, remportée par Paul Muad'Dib et ses guerriers fremen sur les forces de l'empereur, Thufir Hawat retrouve Paul et meurt dans ses bras, quelques instants avant le combat entre Paul et Feyd-Rautha Harkonnen.

### Dans les autres romans
Thufir Hawat n’apparaît plus dans la suite de la saga, sinon par quelques rares évocations, notamment de Paul ou Duncan Idaho.

## Rôle dansAprès Dunede Brian Herbert
Dans Le Triomphe de Dune de Kevin J. Anderson et Brian Herbert, écrit postérieurement à l’œuvre originale de Frank Herbert, le personnage de Thufir Hawat apparaît de nouveau en tant que ghola, aux côtés de ceux de Duncan Idaho et du bashar Miles Teg.